# Gaio Papirio Carbone
Gaio Papirio Carbone  (in latino Gaius Papirius Carbo; fl. II secolo a.C.) è stato un oratore e politico romano.

## Biografia
Suo padre fu probabilmente l'omonimo pretore del 168 a.C..
Sostenne le riforme di Tiberio Gracco e collaborò con il fratello di quest'ultimo (Gaio Gracco) alla realizzazione delle leggi agrarie, in qualità di triumvir agris dividendis. Nel 131 a.C. presentò come tribuno della plebe una legge per la votazione segreta durante l'entrata in vigore e l'abolizione delle leggi. Fu eletto triumvir agris dividendis col compito di attuare la legge agraria.
Una proposta per consentire la rielezione diretta dei tribuni fu contrastata da Publio Cornelio Scipione Emiliano. Carbone fu sospettato di essere stato implicato nella morte improvvisa di Scipione nel 129 a.C. Nel periodo successivo passò agli ottimati e difese con successo nel 120 a.C. come console l'assassino di Gaio Gracco, Lucio Opimio, quando questi fu messo sotto accusa per l'uccisione di cittadini senza prove giudiziarie. Affermò anche che l'assassinio di Gracco fu giusto, ma gli ottimati non si fidarono di lui. Successivamente fu accusato da Marco Licinio Crasso di un reato simile, e ritenendo che la sua condanna fosse sicura, non ottenendo alcun sostegno da parte degli ottimati, si suicidò.
Gaio Papirio Carbone ebbe un figlio omonimo; suo fratello Gneo fu eletto a sua volta console nel 113 a.C..